# Egzistencijalizam
Egzistencijalizam je filozofski pravac koji se bavi problemom ljudske egzistencije, odnosno njenim poljuljanim temeljima budući da se javlja nakon Prvog svetskog rata. Temeljna teza egzistencijalista jeste „Egzistencija prethodi esenciji“. Po mišljenju egzistencijaliste, polazište pojedinca nazvano je „egzistencijalna teskoba“, osećaj očaja, dezorijentisanosti, zbunjenosti ili anksioznosti pred naizgled besmislenim ili apsurdnim svetom.  Egzistencijalistički mislioci često istražuju pitanja vezana za smisao, svrhu i vrednost ljudskog postojanja.
Egzistencijalizam je povezan sa nekoliko evropskih filozofa 19. i 20. veka koji su naglašavali ljudsku temu, uprkos dubokim doktrinarnim razlikama. Mnogi egzistencijalisti smatrali su tradicionalne sistematske ili akademske filozofije, u stilu i sadržaju, kao previše apstraktne i udaljene od konkretnog ljudskog iskustva. Primarna vrlina egzistencijalističke misli je autentičnost. Seren Kjerkegor se generalno smatra prvim egzistencijalističkim filozofom. ON je predložio je da je svaki pojedinac - a ne društvo ili religija - isključivo odgovoran za davanje smisla životu i njegovom strasnom i iskrenom življenju, ili „autentičnosti”.
Osim filozofije problemima egizstencijalizma bavi se i književnost, tako da imamo nekoliko književnih remek-dela koja su podstaknuta egzistencijalističkom filozofijom, kao što je roman argentinskog pisca Ernesta Sabata „O junacima i grobovima“. Kao pisci književnih dela su se okušali i sami filozofi egzistencijalizma poput Sartra i Kamija što je rezultovalo novim književnim delima kao što su Mučnina i Stranac. Ključnim delom egzistencijalističke filozofije smatra se „Bitak i vreme“ Martina Hajdegera. Nadalje, egzistencijalizam je uticao na mnoge discipline izvan filozofije, uključujući teologiju, dramu, umetnost, književnost i psihologiju.

## Definicijska pitanja i pozadina
Etikete egzistencijalizam i egzistencijalista često se smatraju istorijskim pogodnostima u onoj meri u kojoj su se prvi put bile primenjene na mnoge filozofe dugo nakon njihove smrti. Dok se generalno smatra da je egzistencijalizam potekao od Kierkegarda, prvi istaknuti egzistencijalistički filozof koji je izraz usvojio kao samoopis bio je Sartr. Sartr postavlja ideju da je „ono što je zajedničko svim egzistencijalistima fundamentalna doktrina da postojanje prethodi suštini”, kako objašnjava filozof Frederik Koplston. Prema filozofu Stevenu Krouelu, definisanje egzistencijalizma bilo je relativno teško, i on tvrdi da se bolje razume kao opšti pristup koji se koristi za odbacivanje određenih sistemskih filozofija, a ne kao sama sistematska filozofija. U jednom predavanju održanom 1945. Sartr je opisao egzistencijalizam kao „pokušaj da se sve posledice izvuku iz pozicije doslednog ateizma”. Za druge, egzistencijalizam ne mora uključivati odbacivanje Boga, već „ispituje smrtnu potragu čovečanstva za smislom u besmislenom univerzumu”, manje razmatrajući „Šta je dobar život? “ (osećati, biti ili činiti dobro), umesto toga pitati „Za šta je život dobar?“
Iako mnogi izvan Skandinavije smatraju da je termin egzistencijalizam potekao od Kjerkegora, verovatnije je da je Kjerkegor ovaj izraz (ili barem izraz „egzistencijalni“ kao opis svoje filozofije) usvojio od norveškog pesnika i književnog kritičara Johana Sebastijana Kamermejera Velhavena. Ova tvrdnja dolazi iz dva izvora. Norveški filozof Erik Lundestad upućuje na danskog filozofa Fredrika Hristijana Siberna. Pretpostavlja se da je Sibern 1841. imao dva razgovora, prvi sa Velhavenom i drugi sa Kjerkegorom. U prvom razgovoru se veruje da je Velhaven smislio „reč za koju je rekao da pokriva određeno razmišljanje, koje je imalo blizak i pozitivan stav prema životu, odnos koji je opisao kao egzistencijalni“. Ovo je tada Kjerkegoru doneo Sibern.
Druga tvrdnja dolazi od norveškog istoričara Runa Slagstada, koji tvrdi da je sam Kjerkegor izjavio da je izraz „egzistencijalno” pozajmljen od pesnika. On snažno veruje da je sam Kirkegard rekao da „hegelovci ne proučavaju filozofiju 'egzistencijalno', da upotrebim Velhavenovu frazu iz vremena kada sam s njim razgovarao o filozofiji”.

## Predstavnici
- Žan-Pol Sartr
- Alber Kami
- Ernesto Sabato (egzistencijalističko književno remek-delo „O junacima i grobovima“)
- Karl Jaspers
- Martin Hajdeger
- Seren Kjerkegor
- Fjodor Mihajlovič Dostojevski
- Fridrih Niče
- Franc Kafka
- Nikolaj Berdjajev

## Literatura
- Albert Camus: Lyrical and Critical Essays. Edited by Philip Thody (interviev with Jeanie Delpech, in Les Nouvelles littéraires, November 15, 1945). p. 345.
- Appignanesi, Richard; Oscar Zarate (2001). Introducing Existentialism. Cambridge, UK: Icon. ISBN 1-84046-266-3.
- Appignanesi, Richard (2006). Introducing Existentialism (3rd изд.). Thriplow, Cambridge: Icon Books (UK), Totem Books (USA). ISBN 1-84046-717-7.
- Barrett, William (1958). Irrational Man: A Study in Existential Philosophy (1st изд.). Doubleday.
- Cattarini, L.S. (2018). Beyond Sartre and Sterility: Surviving Existentialism. ISBN 978-0-9739986-1-0.. (Montreal: contact argobookshop.ca)
- Cooper, David E. (1999). Existentialism: A Reconstruction (2nd изд.). Oxford, UK: Blackwell. ISBN 0-631-21322-8.
- Deurzen, Emmy van (2010). Everyday Mysteries: a Handbook of Existential Psychotherapy (2nd изд.). London: Routledge. ISBN 978-0-415-37643-3.
- Fallico, Arthuro B (1962). Art & Existentialism.. Englewood Cliffs, N.J.: Prentice-Hall.
- Kierkegaard, Søren (1855). Attack Upon Christendom.
- Kierkegaard, Søren (1843). The Concept of Anxiety.
- Kierkegaard, Søren (1846). Concluding Unscientific Postscript.
- Kierkegaard, Søren (1843). Either/Or.
- Kierkegaard, Søren (1843). Fear and Trembling.
- Kierkegaard, Søren (1849). The Sickness Unto Death.
- Kierkegaard, Søren (1847). Works of Love.
- Luper, Steven, ур. (2000). Existing: An Introduction to Existential Thought. Mountain View, California: Mayfield. ISBN 0-7674-0587-0.
- Marino, Gordon, ур. (2004). Basic Writings of Existentialism. New York: Modern Library. ISBN 0-375-75989-1.
- Merleau-Ponty, M. (1962). Phenomenology of Perception [Colin Smith]. New York: Routledge and Kegan Paul. ISBN 9780710036131.
- Rose, Eugene (Fr. Seraphim) (1994). Nihilism: The Root of the Revolution of the Modern Age. Saint Herman Press (1 September 1994). ISBN 0-938635-15-8. Архивирано из оригинала 2. 3. 2013. г.
- Sartre, Jean-Paul (1943). Being and Nothingness.
- Sartre, Jean-Paul (1945). Existentialism and Humanism.
- Stewart, Jon, ур. (2011). Kierkegaard and Existentialism. Farnham, England: Ashgate. ISBN 978-1-4094-2641-7.
- Solomon, Robert C., ур. (2005). Existentialism (2nd изд.). New York: Oxford University Press. ISBN 0-19-517463-1.
- Wartenberg, Thomas E. (2008). Existentialism: A Beginner's Guide. Oneworld Publications. ISBN 9781851685936.
- Albert Camus (1948). The Myth of Sisyphus.
- Joseph S. Catalano (1985). A Commentary on Jean-Paul Sartre's Being and Nothingness. University of Chicago Press.
- Sartre. Existentialism is a Humanism.. (L'existentialisme est un humanisme) 1946 lecture
- Stanford Encyclopedia of Philosophy, article Existentialism
- Wilhelmsen, Frederick (1970). The Paradoxical Structure of Existence. Irving, Texas; University of Dallas Press.
- Eugene Ostashevsky. Northwestern University Press,, ур. (2005). OBERIU. ISBN 0-8101-2293-6.
- Thomas Nagel (1991). Mortal Questions. ISBN 0-521-40676-5..
- Erich Fromm. (1942). Escape from Freedom.. Routledge & Kegan Paul
- Lionel Trilling (1974). Sincerity and Authenticity. Oxford University Press. ISBN 0-19-281166-5.
- Charles Taylor (1992). The Ethics of Authenticity. ISBN 0-674-26863-6.. Harvard UP
- Alessandro Ferrara. Reflective Authenticity. ISBN 0-415-13062-X.. Routledge 1998
- James Leonard Park (2007). Becoming More Authentic: The Positive Side of Existentialism (5th изд.). Existential Books. ISBN 978-0-89231-105-7.—
- Saupe, Achim; Zentrum Für Zeithistorische Forschung Potsdam (2016). „Authenticity”. Docupedia-Zeitgeschichte. doi:10.14765/zzf.dok.2.645.v1.
- Marcello Sorce Keller, “How we got into ‘authenticity’ and ‘originality’ thinking, and why we should find a way out of it”, in Thomas Claviez, Kornelia Imesch, Britta Sweers (Eds.), Critique of Authenticity. Wilmington, DE: Vernon Press. 2010. стр. 135—158..

## Spoljašnje veze
- Egzistencijalizam na veb-sajtu  (језик: енглески)
- „Egzistencijalizam”. Internet Encyclopedia of Philosophy.
- Existentialism on In Our Time at the BBC. (listen now)
- Friesian interpretation of Existentialism
- Crowell, Steven. „Existentialism”.  Ур.: Zalta, Edward N. Stanford Encyclopedia of Philosophy.
- "Existentialism is a Humanism", a lecture given by Jean-Paul Sartre
- The Existential Primer
- Buddhists, Existentialists and Situationists: Waking up in Waking Life
- What Is an Existential Threat? A threat to existence (see Global catastrophic risk) or to a particular state or group.
- Uriel Abulof, Human Odyssey to Political Existentialism (HOPE), edX/Princeton Архивирано на веб-сајту  (5. август 2021)
- Stirrings Still: The International Journal of Existential Literature
- Existential Analysis Архивирано на веб-сајту  (27. август 2008) published by The Society for Existential Analysis